# Jonathan Danty

a Compétitions nationales et continentales officielles uniquement.

b Matchs officiels uniquement.
Dernière mise à jour le 13 février 2024.
Jonathan Danty, né le 7 octobre 1992, est un joueur international français de rugby à XV jouant au poste de centre au Stade rochelais.
En club, il remporte notamment deux fois la Coupe d'Europe/Champions Cup avec le Stade rochelais en 2022 et 2023. Il est également champion de France en 2015 avec le Stade français Paris et vainqueur du Challenge européen en 2017 avec ce même club. 
Sélectionné en équipe de France depuis 2016, il est titulaire lors du Grand Chelem dans le Tournoi des Six Nations 2022. 

## Biographie

### Jeunesse et formation
Jonathan Danty est né le 7 octobre 1992. D'origine guadeloupéenne (son père est de Marie-Galante et sa mère de Morne-à-l'Eau), il est élevé par sa mère Patricia dans le 18e arrondissement de Paris. Il insiste jeune pour que sa mère accepte qu'il joue au rugby à XV après avoir essayé d'autres sports comme l'aïkido, le handball ou le basket-ball. Il se rend jusqu’à Pantin, à une heure en transports en commun de chez-lui, pour s'entraîner avec l'ASPTT Paris Île-de-France qui le forme entre 2004 et 2006. Alors qu'il est en minimes deuxième année, Jonathan Danty est déjà complet et plus costaud que ses coéquipiers. Évoluant en tant que troisième ligne, il est repéré par le PUC. Il fait les sélections départementales et régionales au poste de troisième ligne avant qu'on lui donne le choix entre talonneur et centre au pôle Espoirs du lycée Lakanal.
Danty rejoint le Stade Français en 2008 alors qu'il est dans l'équipe des cadets deuxième année.

### Stade français (2011-2021)

#### Débuts professionnels
Jonathan Danty joue le premier match de sa carrière le 3 septembre 2011, lors de la 2e journée de Top 14 de la saison 2011-2012, contre le Castres olympique. Il entre en jeu en deuxième mi-temps à la place de Jean-Baptiste Gobelet et joue huit minutes mais son équipe est battue 35 à 10. Une semaine plus tard, il connaît sa première titularisation chez les professionnels et inscrit par la même occasion le premier essai de sa carrière, face à Montpellier (match nul 19-19). Il joue au total douze matchs toutes compétitions pour sa première saison.
La saison suivante, en 2012-2013, il ne joue que trois matchs : un en Top 14 et deux en Challenge européen. Dans cette dernière compétition, le Stade français atteint la finale, où elle affronte les Irlandais du Leinster. Danty ne joue pas ce match que les siens perdent 34 à 13,.
Auteur d'un bon début de saison 2013-2014, il est appelé pour la première fois en équipe de France en septembre 2014, âgé de seulement 21 ans, pour participer à un stage en remplacement de Wesley Fofana. Il ne joue toutefois aucun match lors des matchs de novembre. C'est à partir de cette saison qu'il se révèle et qu'il devient un joueur important de son équipe. En effet, il joue 22 rencontres toutes compétitions confondues, dont 16 en tant que titulaire et marque deux essais.

#### Champion de France en 2015
Durant la saison 2014-2015, Jonathan Danty participe à toutes les journées de championnat, dont vingt en tant que titulaire et inscrit huit essais. Le Stade Français, termine la saison régulière à la quatrième place puis se qualifie jusqu'en finale où il affronte l'ASM Clermont. Danty est titulaire au centre et joue toute la rencontre remportée par son équipe sur le score de 6 à 12,. Il remporte ainsi le premier titre de sa carrière lors de la première finale qu'il joue.
Quelques jours après cette finale, il est sélectionné dans l'équipe des Barbarians français pour participer à la tournée en Argentine et affronter les Pumas,. Sur la feuille de match pour la première confrontation, il n'entre pas en jeu. Puis, il est titulaire pour la deuxième rencontre perdue 21-9.

#### Débuts internationaux en 2016
Alors qu'il est suivi par Guy Novès, le nouveau sélectionneur des Bleus, pour intégrer le XV de France, Jonathan Danty se blesse au genou dès la reprise de la saison 2015-2016, l'éloignant des terrains pendant plusieurs semaines. Quelques mois plus tard, en janvier 2016, il est appelé en équipe de France pour participer au Tournoi des Six Nations. Il connaît sa première cape le 6 février 2016, dès la première journée du tournoi, face à l'Italie. Il est titulaire, joue les 80 minutes et la France s'impose 23 à 21. Il joue au total les trois premiers match de la compétition durant laquelle la France termine avant-dernière.
À la fin de cette saison, il est rappelé en bleu pour la tournée d'été en Argentine. Il ne joue qu'une seule rencontre durant la tournée, une défaite 30 à 19.

#### Vainqueur du Challenge européen en 2017
Durant la saison 2016-2017, Jonathan Danty joue vingt matchs marquant deux essais. Le Stade français se qualifie jusqu'en finale du Challenge européen où il affronte les Anglais de Gloucester. Pour ce match, il est titulaire au centre et inscrit un essai important à la 56e minute de jeu, donnant l'avantage à son équipe qui s'impose finalement sur le score de 25 à 17,. En championnat, les Parisiens terminent à la septième place et ne qualifient donc pas pour les phases finales.
À l'issue de cette saison, En juin 2017, l'encadrement du XV de France l'intègre dans la liste Élite des joueurs protégés par la convention FFR/LNR pour la saison 2017-2018. Puis, il est convoqué par Guy Novès pour participer à la tournée d'été de l'équipe de France en Afrique du Sud. Pas utilisé par le staff du XV de France, il rejoint les Barbarians français qui affrontent l'équipe d'Afrique du Sud A les 16 et 23 juin également en Afrique du Sud. Titulaire lors du premier match, les Baa-baas s'inclinent 36 à 28 à Durban. Blessé lors de ce match, il ne peut pas participer au second, une défaite 48 à 28 à Soweto.
En début de saison 2017-2018, il prolonge son contrat de trois ans, le liant au club de la capitale jusqu'en 2021. Il est sélectionné en équipe de France pour jouer le 14 novembre 2017 contre les All Blacks au Groupama Stadium. Ce match qui se déroule sans les principaux joueurs de l'équipe de France ne compte cependant pas comme une sélection officielle. Les Bleus sont battus 23-28.
En novembre 2020, après plus de quatre ans d'absence en sélection nationale, il fait son retour avec les Bleus pour participer aux deux derniers matchs de la Coupe d'automne des nations, en fin d'année 2020, dans un groupe largement remanié. Il est dans un premier temps titularisé lors de la victoire 36 à 5 face à l'Italie. Il est de nouveau retenu pour participer à la finale de la coupe face à l'Angleterre. Il est encore titularisé pour la finale, un match très disputé que les Anglais remportent après prolongation (22-19).

### Départ au Stade rochelais (depuis 2021)

#### Grand Chelem avec les Bleus puis champion d'Europe en 2022
Après plus de dix ans passés au Stade français, il quitte ce club et rejoint le Stade rochelais à partir de la saison 2021-2022. Il arrive pour remplacer Geoffrey Doumayrou et Pierre Aguillon qui viennent de quitter le club. Il joue son premier match avec les Maritimes lors de la quatrième journée de Top 14, contre le Biarritz olympique lorsqu'il entre en jeu en seconde période. Il joue 39 minutes et son équipe s'impose 59 à 17. Il connaît ensuite sa première titularisation deux semaines plus tard contre Castres. Avec les Bleus, il est dans un premier temps sélectionné pour la tournée d'automne en novembre 2021. Il joue les trois matchs de la tournée contre l'Argentine, la Géorgie et la Nouvelle-Zélande que la France remporte. Quelques mois plus tard, en janvier 2022, il est appelé en équipe de France pour participer au Tournoi des Six Nations 2022. Il joue quatre des cinq matchs du tournoi en tant que titulaire, marquant un essai face à l'Ecosse. Les Français remportent tous les matchs de la compétition, réalisant ainsi le Grand Chelem, le dixième de l'histoire du rugby tricolore, le premier depuis douze ans. Il s'agit du premier titre remporté en sélection nationale par Jonathan Danty. À la fin du tournoi, il est nommé dans l'équipe type de la compétition. 
Avec le Stade rochelais, il joue 26 matchs toutes compétitions confondues dont 19 en tant que titulaire et marque quatre essais. Cette saison le Stade rochelais atteint à nouveau la finale de la Coupe d'Europe. En finale, les Rochelais affrontent les Irlandais du Leinster. Danty est titulaire au centre, joue 68 minutes avant d'être remplacé par Levani Botia et son équipe s'impose en fin de match (victoire 21 à 24). Il remporte alors son premier titre avec son nouveau club et participe au premier trophée majeur remporté par son club. En championnat, La Rochelle est éliminée en barrages par le Stade toulousain sur le score de 33 à 28. À la fin de la saison, Jonathan Danty est nommé dans l'équipe type de Top 14.

#### Vainqueur de la Champions Cup en 2023
Blessé en fin d'année 2022 lors d'un match contre l'USA Perpignan, Danty subit une rupture du ligament croisé postérieur au genou droit. Sa convalescence l'empêche de pouvoir participer au minimum au début du Tournoi des Six Nations 2023. Il fait son retour lors de la quatrième journée du tournoi, face à l'Angleterre. Il joue ainsi les deux derniers matchs de la compétition en tant que titulaire et marque un essai face au Pays de Galles. La France termine en deuxième position derrière l'Irlande qui réalise le Grand Chelem. Aussi, initialement en fin de contrat en 2024, Danty et son club annoncent en que celui-ci est étendu jusqu'en 2027. 
De retour avec le Stade rochelais, le club se qualifie pour la troisième fois consécutive en finale de la Champions Cup, et affronte le Leinster pour la seconde fois. Pour cette rencontre, Jonathan Danty est titulaire au centre accompagné par Seuteni. Son équipe s'impose 27 à 26 et remporte la compétition pour la deuxième fois d'affilée,. En championnat, les Rochelais terminent deuxième de la saison régulière et se qualifient directement pour les demi-finales où il éliminent l'Union Bordeaux Bègles (victoire 24 à 13) et rejoignent le Stade toulousain en finale, comme en 2021,. À la fin de cette saison, il est nommé pour l'Oscar d'Or aux Oscars du Midi olympique, récompensant le meilleur joueur français de la saison.

#### Coupe du monde 2023 puis Tournoi des Six Nations 2024
Sélectionné fin juin 2023 dans une liste de 42 joueurs pour préparer la Coupe du monde 2023, il fait partie de la liste officielle des 33 joueurs qui joueront la compétition. Lors de la troisième journée, il inscrit un doublé lors de l'écrasante victoire face à la Namibie 96 à 0.  
En début d'année 2024, il est de nouveau convoqué pour participer au Tournoi des Six Nations. Le XV de France termine à la deuxième place à l'issue de la compétition derrière l'Irlande.

## Style de jeu
Jonathan Danty est souvent comparé à Mathieu Bastareaud à ses débuts pour sa puissance et ses qualités de perce-muraille. Mais il peut aussi faire évoluer son jeu pour être à l'aise dans un rugby de passes et de mouvement, grâce à une bonne vitesse notamment.

## Statistiques

### En club
| Saison                | Club                  | Championnat | Championnat | Championnat | Coupe d'Europe                    | Coupe d'Europe | Coupe d'Europe |
| Saison                | Club                  | Compétition | Matchs      | Essais      | Compétition                       | Matchs         | Essais         |
| --------------------- | --------------------- | ----------- | ----------- | ----------- | --------------------------------- | -------------- | -------------- |
| 2011-2012             | Stade français        | Top 14      | 8           | 1           | Challenge européen                | 4              | -              |
| 2012-2013             | Stade français        | Top 14      | 1           | -           | Challenge européen                | 2              | -              |
| 2013-2014             | Stade français        | Top 14      | 16          | 2           | Challenge européen+Coupe d'Europe | 5+1            | -              |
| 2014-2015             | Stade français        | Top 14      | 26          | 8           | Challenge européen                | 2              | -              |
| 2015-2016             | Stade français        | Top 14      | 19          | 2           | Coupe d'Europe                    | 6              | -              |
| 2016-2017             | Stade français        | Top 14      | 14          | 1           | Challenge européen+Coupe d'Europe | 4+2            | 1              |
| 2017-2018             | Stade français        | Top 14      | 19          | 2           | Challenge européen                | 5              | 1              |
| 2018-2019             | Stade français        | Top 14      | 16          | 2           | Challenge européen                | 3              | 1              |
| 2019-2020             | Stade français        | Top 14      | 14          | 2           | Challenge européen                | 3              | -              |
| 2020-2021             | Stade français        | Top 14      | 20          | 4           | Challenge européen                | -              | -              |
| Total Stade français  | Total Stade français  | Top 14      | 153         | 24          | Coupes d'Europe                   | 37             | 3              |
| 2021-2022             | Stade rochelais       | Top 14      | 12          | 1           | Coupe d'Europe                    | 7              | -              |
| 2022-2023             | Stade rochelais       | Top 14      | 16          | -           | Champions Cup                     | 5              | 1              |
| Total Stade rochelais | Total Stade rochelais | Top 14      | 28          | 1           | Coupes d'Europe                   | 12             | 1              |
| Total                 | Total                 | Top 14      | 181         | 25          | Coupes d'Europe                   | 49             | 4              |

### Internationales
Au 26 février 2024, Jonathan Danty compte 29 sélections pour 6 essais marqués. Il a pris part à quatre éditions du Tournoi des Six Nations, en 2016, 2022, 2023 et 2024.
| Année | Compétition                 | Matchs | Points | Essais |
| ----- | --------------------------- | ------ | ------ | ------ |
| 2016  | Six Nations                 | 3      | -      | -      |
| 2016  | Test matchs                 | 1      | -      | -      |
| 2020  | Coupe d'automne des nations | 2      | 5      | 1      |
| 2021  | Test matchs                 | 5      | -      | -      |
| 2022  | Six Nations                 | 4      | 5      | 1      |
| 2022  | Test matchs                 | 3      | -      | -      |
| 2023  | Six Nations                 | 2      | 5      | 1      |
| 2023  | Test matchs                 | 3      | 5      | 1      |
| 2023  | Coupe du monde              | 3      | 10     | 2      |
| 2024  | Six Nations                 | 3      | -      | -      |
| Total | Total                       | 29     | 30     | 6      |

| Adversaire       | Matchs joués | Victoires | Défaites | Nuls | Essais | Points | % de victoire |
| ---------------- | ------------ | --------- | -------- | ---- | ------ | ------ | ------------- |
| Angleterre       | 3            | 2         | 1        | 0    | 0      | 0      | 66.67         |
| Afrique du Sud   | 2            | 1         | 1        | 0    | 0      | 0      | 50            |
| Argentine        | 2            | 1         | 1        | 0    | 0      | 0      | 50            |
| Australie        | 3            | 2         | 1        | 0    | 1      | 5      | 66.67         |
| Écosse           | 3            | 3         | 0        | 0    | 1      | 5      | 100           |
| Fidji            | 1            | 1         | 0        | 0    | 0      | 0      | 100           |
| Géorgie          | 1            | 1         | 0        | 0    | 0      | 0      | 100           |
| Pays de Galles   | 3            | 2         | 1        | 0    | 1      | 5      | 66.67         |
| Irlande          | 2            | 1         | 1        | 0    | 0      | 0      | 50            |
| Italie           | 5            | 4         | 0        | 1    | 1      | 5      | 80            |
| Japon            | 1            | 1         | 0        | 0    | 0      | 0      | 100           |
| Namibie          | 1            | 1         | 0        | 0    | 2      | 10     | 100           |
| Nouvelle-Zélande | 1            | 1         | 0        | 0    | 0      | 0      | 100           |
| Total            | 29           | 22        | 6        | 1    | 6      | 30     | 75.86         |

| Numéro | Date              | Lieu                           | Adversaire     | Compétition                  | Résultat | Score |
| ------ | ----------------- | ------------------------------ | -------------- | ---------------------------- | -------- | ----- |
| 1      | 28 novembre 2020  | Stade de France, Saint-Denis   | Italie         | Coupe d'automne des nations  | Victoire | 36-5  |
| 2      | 26 février 2022   | Murrayfield Stadium, Édimbourg | Écosse         | Tournoi des Six Nations 2022 | Victoire | 17-36 |
| 3      | 18 mars 2023      | Stade de France, Saint-Denis   | Pays de Galles | Tournoi des Six Nations 2023 | Victoire | 41-28 |
| 4      | 27 août 2023      | Stade de France, Saint-Denis   | Australie      | Test match                   | Victoire | 41-17 |
| 5      | 21 septembre 2023 | Stade Vélodrome, Marseille     | Namibie        | Coupe du monde 2023          | Victoire | 96-0  |
| 6      | 21 septembre 2023 | Stade Vélodrome, Marseille     | Namibie        | Coupe du monde 2023          | Victoire | 96-0  |

## Palmarès

### En club
- Stade français Paris
  - Finaliste du Challenge européen en 2013
  - Vainqueur du Championnat de France en 2015
  - Vainqueur du Challenge européen en 2017

- Stade rochelais
  - Vainqueur de la Coupe d'Europe/Champions Cup en 2022 et 2023
  - Finaliste du Championnat de France en 2023

### En équipe nationale
- France
  - Finaliste de la Coupe d'automne des nations en 2020
  - Vainqueur du Tournoi des Six Nations en 2022 (Grand Chelem)

#### Tournoi des Six Nations
| Édition          | Rang | Résultats France | Résultats Danty | Matchs Danty |
| ---------------- | ---- | ---------------- | --------------- | ------------ |
| Six Nations 2016 | 5    | 2 v, 0 n, 3 d    | 2 v, 0 n, 1 d   | 3/5          |
| Six Nations 2021 | 2    | 3 v, 0 n, 2 d    | 3 v, 0 n, 2 d   | 5/5          |
| Six Nations 2022 | 1    | 5 v, 0 n, 0 d    | 4 v, 0 n, 0 d   | 4/5          |
| Six Nations 2023 | 2    | 4 v, 0 n, 1 d    | 2 v, 0 n, 0 d   | 2/5          |
| Six Nations 2024 | 2    | 3 v, 1 n, 1 d    | 1 v, 1 n, 1 d   | 3/5          |

Légende : v = victoire ; n = match nul ; d = défaite ; la ligne est en gras quand il y a Grand Chelem.

#### Coupe du monde
| Édition     | Rang                | Résultats France | Résultats Danty | Matchs Danty |
| ----------- | ------------------- | ---------------- | --------------- | ------------ |
| France 2023 | Quarts-de-finaliste | 4 v, 0 n, 1 d    | 2 v, 0 n, 1 d   | 3/5          |

### Distinctions personnelles
- Nuit du rugby 2015 : Meilleure révélation pour la saison 2014-2015
- Membre de l'équipe type du Tournoi des Six Nations en 2022
- Membre de l'équipe type du Championnat de France en 2022
- Oscars du Midi olympique :  Oscar Europe 2022[63]